# قسطرة الشريان الرئوي
قسطرة الشريان الرئوي (بالإنجليزية: Pulmonary artery catheter)‏ هو إدخال الإنبوب الرقيق، والمجوف الذي يتم وضعه في شريان رئوي. الغرض منه هو التشخيص. حيث يتم استخدامه للكشف عن فشل القلب أو تعفن الدم ، ورصد العلاج للحالة، وتقييم آثار المخدرات. وكثيراً ما يشار إلى القسطرة الشريان الرئوي باسم قسطرة سوان-غانز، تكريماً لمخترعيها جيريمي سوان ووليام غانز. وتفيد قسطرة الشريان الرئوي في قياس ضغط الدم بالشريان الرئوي الرئيسي وفي قياس الضغط بطريقة مباشرة في الشعيرات الدموية الرئوية (بالإنجليزية: Pulmonary Capillary Wedge Pressure)‏ ومن ثم يمكن حساب ضغط الدم بالأذين الأيسر وضغط الدم الارتخائي بالبطين الأيسر بشكل غير مباشر، وذلك بافتراض أن حالة صمام الميترال طيبة وفي حالات ارتفاع ضغط الدم الرئوي الأوّلى فإن ضغط الشعيرات الدموية الرئوية لا يزيد عادة عن 12 مم زئبق م في حالات ارتفاع ضغط الدم الثانوي في الشريان الرئوي والناتج عن أمراض قلبية وخاصة أمراض الشرايين التاجية والصمامات القلبية اليسرى واعتلالات العضلة القلبية فيكون ضغط الدم بالشعيرات الرئوية وبالتالي في الجهة اليسري من القلب مرتفع. وهي شائعة في المرضى ذوي الحالات الحرجة. والتي يمكن أن تستخدم للحصول على الدم الشرياني لفحصها في المختبر، والقياس المباشر من ضغط الدم والقلب الناتج. ومع ذلك، فإن إدخال القسطرة الشريانية هو إجراء غازي يمكن أن يحدث مضاعفات.
الأسباب الشائعة للإستخدام :
انخفاض ضغط الدم (انخفاض ضغط الدم أو الصدمة).
ارتفاع ضغط الدم (ضغط الدم) أو مشاكل حادة في الرئة

## الإجراء
يتم إجراء القسطرة من خلال إدخال الأنبوب في الوريد الكبير - في كثير من الأحيان في الوداجي الداخلي، تحت الترقوة، أو في الأوردة الفخذية. وبعد ذلك في الشريان الرئوي. يمكن مراقبة مرور القسطرة عن طريق قراءات الضغط الديناميكي من طرف القسطرة أو بمساعدة من التنظير.
الإدراج غالبا ما يكون مؤلم ؛ ولكن يتم تناول المخدر مثل يدوكائين والذي يمكن ان يساعد في الاستخدام لإدراج أكثر الاحتمالات وبالإضافة إلى ذلك فإنه يساعد على منع التشنج مما يجعل القسطرة من الشريان أسهل نوعا ما.
المخاطر:
هناك بعض المخاطر من قسطرة الشرايين ما يلي:
الألم أثناء التنسيب، يمكن أن تنجم آلالام أو عدم الراحة لعصا الإبرة عند وضع القسطرة اثناء إدراجها. يحاول الأطباء لتخفيف الألم مع التخدير (مثل مخدر نوفوكايين (بالإنجليزية: novocaine)‏).
التهابات
كما هو الحال بالنسبة لجميع القسطرة عند إدراجها في الجسم، فيمكن ان تصل البكتيريا لمسافة تصل للقسطرة من الجلد وداخل مجرى الدم. وتبقى القسطرة في الشريان، والأرجح هو أن يصاب مع الرعاية الخاصة في تضميد الجلد في موقع القسطرة وتغيير الأنابيب التي يمكن أن تساعد على تقليل خطر العدوى.
جلطة
إذا تشكلت جلطات الدم فينصح بالقسطرة الشريانية، لا يمكن للجلطات منع تدفق الدم. إذا لم تكن الأوعية الدموية تحمل الدم إلى منطقة ما بعد الجلطة، وهذا يمكن أن يسبب فقدان اليد أو الساق، مع العلم ان هذه الخسارة قد تكون نادرة جدا.
النزيف و يمكن أن يحدث النزيف في وقت إدخال القسطرة. لوقف النزيف. في بعض الأحيان، فإن موظفي وحدة العناية المركزة تحتاج إلى إزالة القسطرة وممارسة الضغط على الموقع.

## الفوائد
اثبتت الدراسات الأمريكية عن مزايا القسطرة الشريانية في الوصول المستمر إلى الدم الشرياني والقدرة على قياس ضغط الدم باستمرار. ونتيجة لذلك، فإنه يشار إلى القسطرة الشريانية في الحالات التالية:
● غازات الدم المتكرر والضرورية، مثل المصابين بقصور في الجهاز التنفسي الحاد.
● مراقبة ضغط الدم عن كثب، مثل أثناء الصدمة، أو اثناء العملية الجراحية الكبرى، وفي حالات الطوارئ ارتفاع ضغط الدم، أو العلاج رافع للتوتر الوعائي.

## وصلات إضافية
- Pulmonary artery catheterization في موقع إي ميديسين